# Aérospatiale
Aérospatiale (pronunciació francesa: [aeʁɔspasjal]), de vegades escrit Aerospatiale, fou un constructor aeroespacial francès de titularitat pública que fabricava aeronaus civils i militars, coets i satèl·lits. El seu nom original, conservat fins al 1970, era Société nationale industrielle aérospatiale (SNIAS). Tenia la seu al 16è districte de París.
El 1999, la majoria de l'empresa es fusionà amb Matra Haute Technologie per formar Aérospatiale-Matra. Dos anys més tard, aquesta es fusionà amb Construcciones Aeronáuticas SA i DaimlerChrysler Aerospace AG per formar European Aeronautic Defence and Space Company (EADS), actualment coneguda com a Airbus.